# 楊波 (拳擊運動員)
楊波（1983年10月11日—），中國男子拳擊運動員，在內蒙古出生，代表解放軍。

## 生涯
楊波始於1995年在內蒙古包頭體育學校接受拳擊運動的訓練，教練為淡永強。3年後，他到廣東繼續參與訓練，董廷江為他的教練。2005年，他取得晉升至國家隊的機會，張傳良是他的教練。
就在同一年，楊波在十運會拳擊項目的51公斤級小項決賽以39:24的賽果戰勝上海對手，為解放軍摘下拳擊賽上三面金牌的其中一面。次年12月，他在多哈亞運的拳擊項目51公斤級小項的四分之一決賽以41:21的點數淘汰2005年世界錦標賽冠軍得主，南韓的李玉成晉升四強賽，最終由於不敵菲律賓對手而取得一面銅牌。
2007年3月的全國錦標賽，楊波奪得冠軍。其後的世界錦標賽中，他於八強賽出局。6月，在蒙古舉行的亞洲錦標賽中，他最終取得季軍。兩年後的十一運會，楊波參與同一小項，然而他於八強賽出局，無法衛冕金牌。

## 資料來源
1. ↑  .   [2011-12-02]. （原始内容存档于2006-02-22）.
2. ↑  .   [2011-12-02]. （原始内容存档于2008-05-27）.